# Чумацьке (Каховський район)
Чума́цьке (до 2024 року — Питомник) — селище в Україні, в Асканія-Новій селищній громаді Каховського району Херсонської області. Населення становить 859 осіб.
24 лютого 2022 року село тимчасово окуповане російськими військами під час російсько-української війни.

## Історія
19 вересня 2024 року Верховна Рада підтримала перейменування селища Питомник на Чумацьке. 26 вересня 2024 року перейменування набуло чинності.

## Населення
Згідно з переписом УРСР 1989 року чисельність наявного населення селища становила 876 осіб, з яких 419 чоловіків та 457 жінок.
За переписом населення України 2001 року в селищі мешкало 858 осіб.

### Мова
Розподіл населення за рідною мовою за даними перепису 2001 року:
| Мова       | Відсоток |
| ---------- | -------- |
| українська | 63,10 %  |
| російська  | 17,81 %  |
| молдовська | 3,26 %   |
| білоруська | 0,35 %   |
| німецька   | 0,12 %   |
| інші       | 15,36 %  |